# جامعة والش
جامعة والش (بالإنجليزية: Walsh University)‏؛ جامعة كاثوليكية خاصة في شمال كانتون، أوهايو. يلتحق بها حوالي 2700 طالب وأسست في عام 1960 من قبل إخوة التعاليم المسيحية، بوصفها كلية للفنون الحرة. كانت في السابق كلية وأصيحت جامعة في عام 1993. تقدم الجامعة أكثر من 70 تخصصًا جامعيًا وسبعة برامج للدراسات العليا. كما أنها لديها فرع في كاستل جاندولفو بإيطاليا.

## التاريخ
تأسست الجامعة لأول مرة بوصفها كلية في مدينة ألفريد في مقاطعة يورك، مين في الولايات المتحدة الأمريكية في عام 1951 من قبل إخوة التعاليم المسيحية، وكان صاحب الفكرة فرديناند والدو ديمارا، الذي كان يتظاهر بعد ذلك كراهب لتعليم الشباب كإخوة ومعلمين. استمرت الكلية من عام 1951 حتى 1959. تبرع المطران إيميت مايكل والش من أبرشية الروم الكاثوليك في يونغستاون بمبلغ 304,000 دولار لمشروع كلية والش، وأصبحت الكلية تحمل اسمه. في عام 1959 بدأ الموقع الحالي لجامعة والش يشهد التطوير حيث تم بناء مبنيين عليها، قاعة الكلية (قاعة فاريل) وقاعة لومينيس التي لا تزال تؤوي الإخوة والطلاب الكهنة الدوليين.
طوال تاريخ الكلية، لعب إخوان التعليم المسيحي دورًا نشطًا، حيث عملوا كأعضاء هيئة تدريس خلال السنوات الأصلية ولعبوا دورًا في نمو وتطوير المرافق والبرامج. في عام 2013، انضمت جامعة والش إلى الرابطة الوطنية لألعاب القوى الجامعية (NCAA). بعد تنافسها في الرابطة الوطنية لألعاب القوى بين الكليات (NAIA) كعضو في مؤتمر الشرق الأوسط الأمريكي، ومنافسة فريق كرة القدم التابع لها في اتحاد دول الولايات الوسطى.

### الرؤساء
في 1 يوليو 2019، أعلنت الجامعة أن تيموثي ج.كولينز عين ليكون الرئيس السابع للجامعة.
والرؤساء السابقون هم:
- توماس فاريل - 1960-1970
- روبرت فرانكور - 1970-1977
- فرانسيس بلوين - 1978-1992
- الأب. ريتشارد Mucowski - 1992-1996
- د. كينيث هاميلتون - 1997-2001
- السيد ريتشارد جوسيوم - 2002-2019
- دكتور كولينز - 2019 حتى الآن

## الحرم الجامعي
يتكون الحرم الجامعي من 27 مبنى على طول شارع إيست مابل في شمال كانتون.
تشمل المباني:
- قاعة فاريل (1960) - كان هذا أول مبنى في الحرم الجامعي. بدأ البناء في عام 1959 وانتهى في عام 1960. سمي في البداية College Hall وتمت إعادة تسميته لاحقًا تكريمًا لـ توماس فاريل في عام 1977، أول رئيس وأحد الإخوة المؤسسين للتعليم المسيحي.
- قاعة لامينيس (1960)
- مجمع Gaetano M. Cecchini لصحة الأسرة (1971/2009) - كان يطلق عليه سابقًا مركز التربية البدنية. حدث جرى تحديثه وتجديده في عام 2009.
- مركز دون وإيدا بيتزلر للعلوم الاجتماعية والسلوكية (1972)
- مركز حانون لتنمية الطفل (1990)
- مركز أولتمان الصحي لكلية التمريض والعلوم الصحية (2000)
- مركز الحرم العائلي بول وكارول ديفيد (2001)
- مركز تيمكين للعلوم الطبيعية (2005)
- مركز باريت للأعمال والمجتمع (2005) - مركز باريت للأعمال والمجتمع هو الموقع السابق لمركز رانو (1966-2004) وافتتح في عام 2005.
- كنيسة سيدة المساعدة الدائمة (2006)
- مركز بيرك للفنون (2012)
- مركز سانت جون بول الثاني للابتكار العلمي (2015)
- مركز الإرشاد الأب ماثيو هرتنا
- بيت سانت كاثرين دريكسيل
- مركز التعلم العالمي Marlene and Joe Toot 2018

تحتوي الجامعة على مساكن سكنية تسمى:
- قاعة مينارد / أبراج بيتزلر (1966/2006) - كانت قاعة مينارد أول صالة نوم مشتركة في الجامعة وافتتحت في عام 1966. تم إضافة برج بيتزلر في عام 2006.
- قاعة الكسيس (1968) - سميت باسم أليكسيس جيلبوت، أحد الإخوة المؤسسين للجامعة.
- قاعة ليمون (1995)
- ماري وإرفين ويلكوف تاورز (2004)
- أبراج أوليفيري العائلية (2007)
- مجلس العموم (2012).[10]

تضم الجامعة نصب القطب السلام تخليدا للزائرين بمن فيهم ويلي براندت، وكوريتا سكوت كينغ، والأم تيريزا، وإيلي ويزل الذين جاؤوا إلى جامعة والش للدفاع عنها.

في أبريل 2004 أعلنت الجامعة حصولها على الإشراف مركز هوفر التاريخي. 

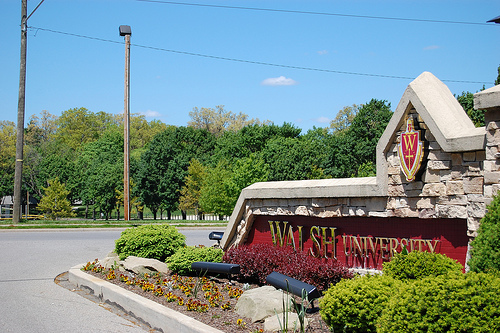
مدخل ويستجيت بجامعة والش

## أكاديميون

### التخرج
تقدم الجامعة شهادات الدراسات العليا التالية دكتوراه في العلاج الطبيعي (DPT)؛ ماجستير في العلاج المهني (MOT) ؛ ماجستير العلوم في التمريض (MSN) ؛ ماجستير الآداب في التربية والتعليم (MAEd) ؛ ماجستير في إدارة الأعمال (MBA) ؛ ماجستير الآداب في الإرشاد والتنمية البشرية ؛ وماجستير في اللاهوت.
كما تقدم العديد من برامج الدراسات العليا عبر الإنترنت وبتنسيق سريع حتى يتمكن الطلاب من متابعة شهاداتهم بالسرعة التي تناسبهم.

### المرحلة الجامعية
تقدم الجامعة 70 تخصصًا وسبعة برامج للدراسات العليا، بما في ذلك برامج RN-BSN و RN-MSN للممرضات المسجلات الحاصلات على درجة الزمالة، أو نوع آخر من الدبلومات للذين يرغبون في الحصول على درجة البكالوريوس أو درجة الماجستير. تشمل درجات البكالوريوس المقدمة: ليسانس الآداب (BA) ؛ بكالوريوس العلوم (BS) ؛ بكالوريوس العلوم في التربية والتعليم (بكالوريوس في Ed.) ؛ بكالوريوس العلوم في التمريض (BSN) ؛ المنتسبين للفنون (AA) ؛ ومشارك في العلوم في علوم الكمبيوتر (ASCS).

### الدراسات المهنية
تقدم الجامعة كلية للدراسات المهنية، حيث تم تصميم البرامج للعمل مع الجداول الزمنية للبالغين المشغولين أو العاملين، ويتم عقد الفصول الدراسية في جلسات لمدة بين خمسة إلى ثمانية أسابيع.
تمتلك كلية الدراسات المهنية في الجامعة تحالفًا تعليميًا مع كلية ستارك ستيت، وتشمل البرامج في الكلية، بكالوريوس معجل في إدارة الأعمال (BBA) في المحاسبة أو التسويق أو الإدارة ؛  بكالوريوس الآداب المعجل في الاتصال المؤسسي. درجات التمريض المعجلة بما في ذلك BSN إلى RN، و MSN لـ RN، و BSN المعجل ؛  وبكالوريوس الآداب المعجل في التطوير التنظيمي والقيادة (ODL).

### الدراسة عن بعد
تقدم الجامعة برامج البكالوريوس والدراسات العليا عبر الإنترنت، بالإضافة إلى الشهادات والتراخيص من خلال Digital Campus.

### التطوير المهني
تمنح الجامعة العديد من الفرص للتطوير المهني، بما في ذلك شهادة في إدارة الرعاية الصحية، وشهادة FNP، والعديد من شهادات أو تراخيص المعلمين.

### الاعتماد الاكاديمي
- هيئة التعليم العالي لاتحاد الشمال المركزي للكليات والمدارس
- لجنة تعليم التمريض الجماعي
- مجلس جمعية اعداد المعلمين
- مجلس أوهايو للاستشارات والعمل الاجتماعي
- لجنة الاعتماد في تعليم العلاج الطبيعي
- مجلس اعتماد الإرشاد والبرامج التعليمية ذات الصلة

في حين أن جميع المؤسسات التعليمية الكاثوليكية تحمل نفس الاسم وألوان المدرسة وموقعًا قريبًا، إلا أن الجامعة لا تطبق هذا النهج (وأحيانًا يتم الخلط بينها).  

## برامج العلماء

### برنامج جيمس ب. ريناتشي
تم تأسيس برنامج جيمس ب. ريناتشي - علماء الحكومة - في عام 2013 لتزويد الطلاب في الجامعة بفرصة لتعزيز تجاربهم في السعي للحصول على وظيفة في الحكومة أو خدمة المجتمع على مستوى الولاية أو المستوى المحلي أو الفيدرالي وهو متاح للطلاب الذين يحتاجون إلى مساعدة مالية.
للتأهل، يجب على المتقدمين:
- متفوق أكاديميا بحد أدنى 3.0 GPA
- أن يكون ضم اختصاص الحكومة والشؤون الخارجية أو العلاقات الدولية
- أن يكون ملتحق كطالب جامعي بدوام كامل
- أن يختبر في المشاركة في أنشطة خدمة المجتمع

كجزء من البرنامج، تستضيف الجامعة كل عام مجموعة من المتحدثين المجتمعيين في الخريف والربيع حول موضوع يتعلق بمجال الحكومة والشؤون الخارجية.

ويوفر ذلك فرصة للتواصل مع الخريجين والموظفين الآخرين والبقاء على اطلاع على القضايا الحالية. إضافة إلى ذلك يستضيف الطلاب مؤتمر All Politics المعترف به محليًا وهو مؤتمر محلي. 

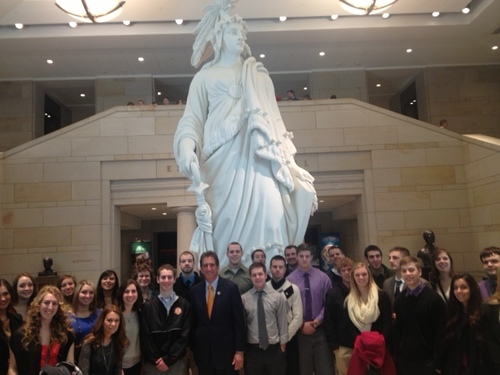
الطلاب الذين يشاركون في برنامج Renacci Scholars لديهم الفرصة لزيارة واشنطن العاصمة

### برنامج علماء بلوين
يوفر برنامج علماء بلوين (Blouin Scholars) للطلاب فرصة ليصبحوا جزءًا من أعضاء هيئة التدريس، حيث يمنح البرنامج لملتحقيه الفرصة للعيش وأخذ دروس مع مجموعة من الطلاب المتفانين بالعمل ليصبحوا قادة في خدمة المجتمع العالمي. كما لدى الملتحقين ببرنامج علماء بلوين فرص للدراسة في الخارج في أفريقيا وأوروبا. إضافة إلى حضور محاضرات خاصة وأنشطة للمناهج الدراسية وتلقي إجراءات التسجيل وتقديم المشورة ذات الأولوية.
تمت تسمية برنامج علماء Blouin على اسم الرئيس الثالث لجامعة والش، فرانسيس بلوين الذي مثل القيادة والخدمة العالمية المجتمعية.

### برنامج ثيا بومان
صمم برنامج ثيا بومان العلماء لمساعدة الطلاب الأمريكيين من أصل أفريقي على تحقيق النجاح والنضج كقادة طوال دورة حياتهم في جامعة والش.
يتماشى البرنامج مع مهمة الجامعة والالتزام العام بخلق بيئة شاملة وداعمة للتنمية الثقافية والروحية والشخصية للطالب ونجاحه الأكاديمي، حيث يكون لدى الطلاب المقبولين في البرنامج فرصًا لاستكشاف مختلف الثقافات والسياسات والتاريخ داخل الولايات المتحدة وخارجها.
وسمي البرنامج بهذا الاسم بعد زيارة الأخت ثيا بومان الحرم الجامعي في 18 سبتمبر 1989.

### برنامج STAR
هو برنامج مدعوم من مؤسسة العلوم الوطنية يهدف إلى تعزيز المواهب العلمية الشابة وإعداد تخصصات الكيمياء للقوى العاملة.

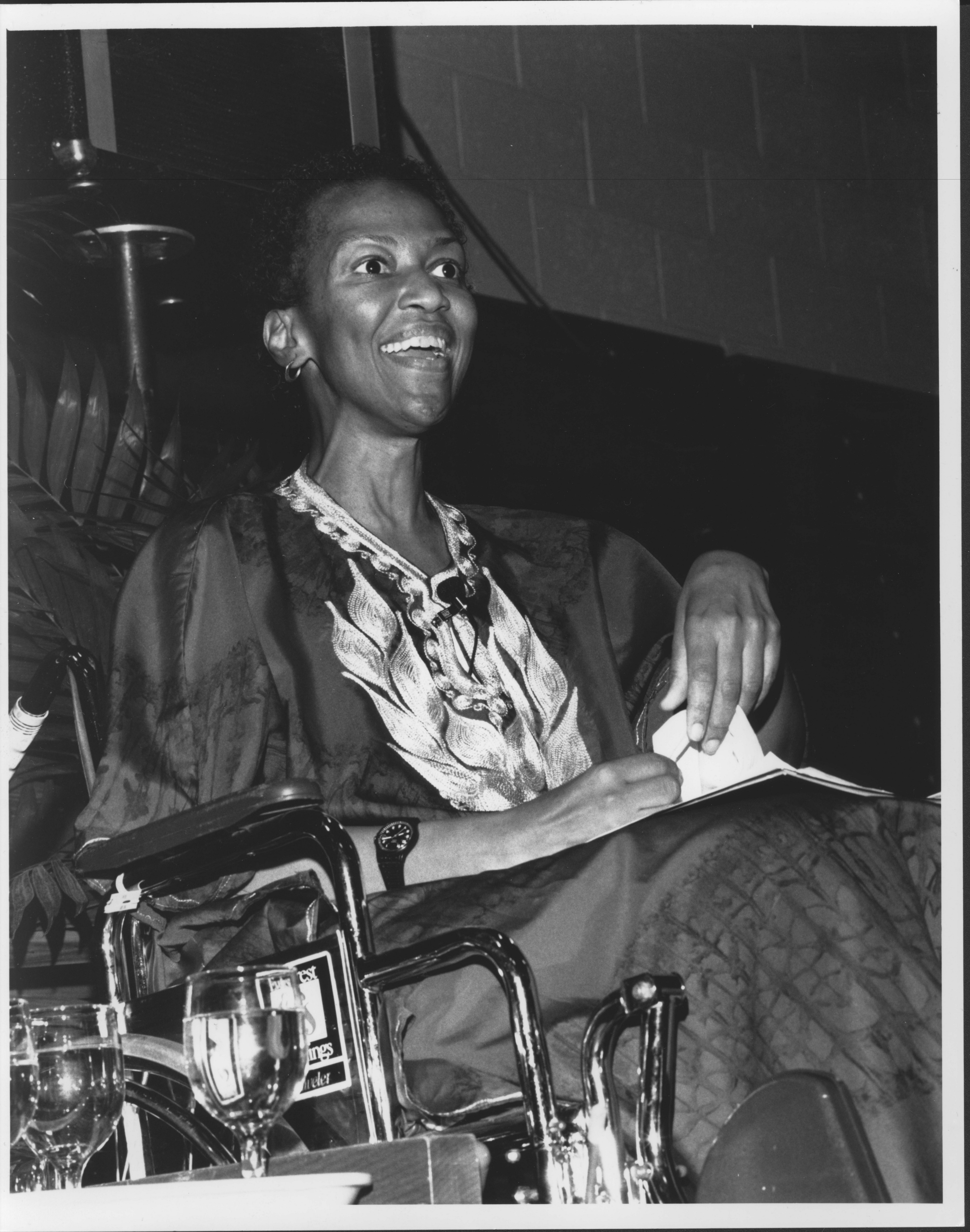
تم التقاط الصورة في حديث الأخت ثيا بومان في الحرم الجامعي في سبتمبر 1989.

يتم تدريب الطلاب في البرنامج على:
- الكيمياء البيئية
- كيمياء المواد والبوليمر
- كيمياء الوقود والطاقة

## برامج الدراسة بالخارج
مستوحى البرنامج من مثال المواطنة العالمية لأخوة التدريس المسيحي، حيث يوفر مكتب الجامعة للتعلم العالمي فرصًا للطلاب للتطور إلى قادة في الخدمة المجتمعية من منظور دولي. يعزز التعلم العالمي برامج الدراسة في الخارج بقيادة أعضاء هيئة التدريس والش إلى مواقع مختلفة بما في ذلك:

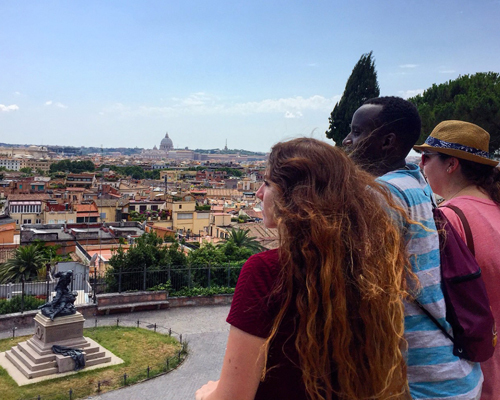
طلاب جامعة والش تجربة روما. صورة من مكتب جامعة Walsh للتعلم العالمي.

- تجربة روما - تتيح تجربة الجامعة للطلاب دراسة اللغة والتاريخ والفن والثقافة والأدب وعلم الآثار في روما، إيطاليا أثناء طلاب جامعة والش تجربة روما. صورة من مكتب جامعة Walsh للتعلم العالمي. البقاء في الحرم الجامعي والش في كاستل جاندولفو.[28]
- تجربة أوغندا - منذ عام 2007، يزور الطلاب وأعضاء هيئة التدريس وسط وشمال أوغندا للدراسة والبحث والخدمة وتبادل الثقافة. يعتبر البرنامج الأكثر مغامرة لفرصة العيش والعمل مع النظراء الأوغنديين في كلية جامعة Kisubi Brothers بالقرب من بحيرة فيكتوريا وأبرشية غولو في الشمال.[29]
- تنزانيا - يستكشف الطلاب وأعضاء هيئة التدريس في هذا البرنامج حالة الرعاية الصحية وتعليم التمريض في تنزانيا أثناء العمل جنبًا إلى جنب مع الممرضات التنزانيات وطلاب التمريض في هذه التجربة العملية عبر الثقافات. إضافة إلى زيارة المستشفيات والعيادات، حيث تستكشف المجموعة الحياة في بلدة موشي تلال جبل. كليمنجارو.
- هايتي - يعمل طلاب التمريض وأعضاء هيئة التدريس بالاشتراك مع مستشفى أكرون للأطفال في بورت أو برنس، هايتي. ومن خلال هذه التجربة يشارك الطلاب في الدورات السريرية مع مستشفى سانت داميان للأطفال ومستشفى سانت لوك للبالغين، حيث يتبح البرنامج الفرصة للطلاب مراقبة جراحة قلب الأطفال، والعمل مع الممرضات الهايتية وطلاب التمريض والتعلم من الجراحين في جميع أنحاء العالم. يرسل مكتب التعليم العالمي في الجامعة وكلية بايرز للتمريض الطلاب وأعضاء هيئة التدريس مرتين في السنة إلى هايتي.
- أوروغواي - يسافر الطلاب وأعضاء هيئة التدريس إلى مالدونادو نويفو - أوروغواي، حيث يقضون بعض الوقت مع إخوان التعليم المسيحي. خلال فترة وجودهم في أوروغواي يستكشف الطلاب ما يعنيه أن يعيشوا مهمة الإخوة والعمل مع الطلاب في مركز الشباب. توفر تجربة التعلم الخدمة هذه للتخصصات التعليمية لطلاب والش الفرصة لتحمل المسؤولية عن الأنشطة اليومية للأطفال مع التركيز على تشجيع الطلاب على مواصلة تعليمهم وتعلم اللغة الإنجليزية الوظيفية ودعم أنشطة مركز الشباب حسب الحاجة.
- يشرع الطلاب في رحلة إيمان مع رئيس والش السابق ريتشارد جوسيوم وزوجته تيريزا (فرانك) جوسيوم. تسافر المجموعة عبر فرنسا وإيطاليا في رحلة لمدة أسبوعين تجمع بين مزايا الدراسة في الخارج مع التركيز الفريد على الإيمان الكاثوليكي. خلال الرحلة تزور المجموعة القداس وتحتفل به في العديد من المواقع التعبدية.
- قامت جامعة والش بإدارة برامج بقيادة أعضاء هيئة التدريس لكل من السلفادور وجمهورية الدومينيكان وإسرائيل وإنجلترا وفرنسا وإسبانيا والبوسنة والهرسك. علاوة على ذلك، فإن والش لديها اتفاقيات تعاون مع وكالات مثل CAPA، مما يسمح لطلاب والش بتجربة الدراسات و / أو التدريب الداخلي في الخارج. الجامعة هي عضو في اتحاد التعلم العالمي CCSA (المركز التعاوني للدراسة في الخارج) ويمكن لكلية والش والطلاب المشاركة في برامج CCSA في أستراليا والمملكة المتحدة وأيرلندا وبلدان أخرى.

## ألعاب القوى
الجامعة لديها 20 فريقًا رياضيًا ويتنافس في الرابطة الرياضية الجماعية الوطنية كعضو في مؤتمر الغرب الأوسط الرياضي الكبير. يلعب فريق كرة القدم بالجامعة مبارياته على أرضه في ملعب توم بنسون هول أوف فيم، جزء من جونسون كونترولز هول أوف فيم فيلدج في كانتون، أوهايو.

### البطولات الوطنية
ترعى الجامعة تسعة فرق فرق للرجال: البيسبول، كرة السلة، اختراق الضاحية، كرة القدم، الجولف، كرة القدم، اللاكروس، التنس، المضمار والميدان.
كما ترعى أيضًا تسعة فرق نسائية: كرة السلة، الجولف، كرة القدم، الكرة البيسبول، التنس، المضمار والميدان، والكرة الطائرة.
تشمل البطولات:
- فوز فريق كرة السلة للرجال ببطولة NAIA الوطنية لعام 2005.[33]
- فوز فريق كرة السلة للسيدات ببطولة NAIA الوطنية لعام 1998. [بحاجة لمصدر] [ بحاجة لمصدر ][ بحاجة لمصدر ]
- تقدم فريق البيسبول للرجال إلى بطولة العالم NAIA لعام 2007 لأول مرة في تاريخ المدرسة. [بحاجة لمصدر] [ بحاجة لمصدر ]

## مشاهير

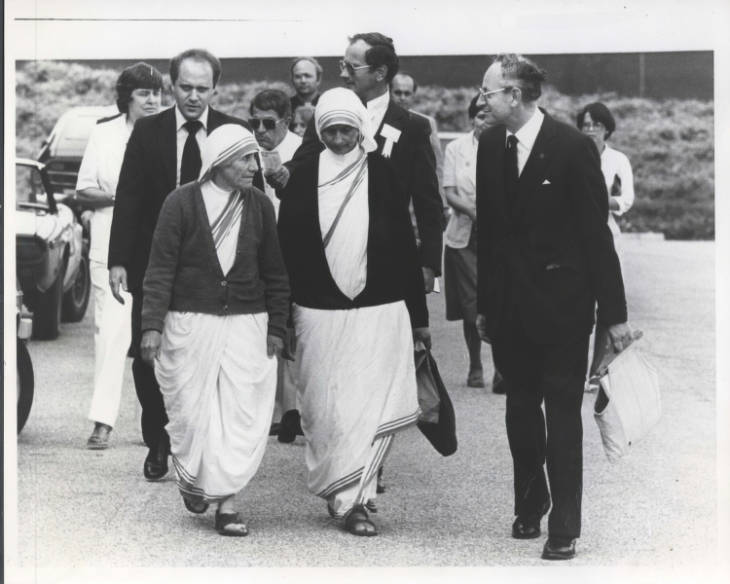
زارت الأم تيريزا والش في 23 يونيو 1982. تم التقاط هذه الصورة من قبل نورم كوتز وتظهر الأم تيريزا وهي تمشي مع رئيس والش الثالث، Br. فرانسيس بلوين.

### الخريجين
- ريان روجرز - 2005، لاعب كرة قدم محترف في فنون القتال.[34]
- ريشاون كيزر - 2006، لاعب كرة قدم شبيرون [35]
- جو مورغان - 2011، لاعب كرة قدم محترف. انتقل إلى والش في عام 2009.[36][37]
- رامونا هود، الرئيس والمدير التنفيذي لشركة FedEx.[38]

## الحائزين على جائزة نوبل
قاد فرانسيس بلوين جهدًا لجعل الفائزين بجائزة نوبل للسلام يزورون حرم والش. وتضمن الزوار حينها: الأم تيريزا في عام 1982،  ويلي براندت في عام 1983،  كوريتا سكوت كينغ (تمثل زوجها الراحل مارتن لوثر كينغ جونيور) في عام 1986،  أدولفو بيريز إسكويفل في عام 1986،  وإيلي ويزل عام 1987.
حصلت الأم تيريزا، ويلي براندت، وإيلي ويزل على درجة الدكتوراه الفخرية في الرسائل الإنسانية من الجامعة. وتعرض الجامعة مجموعة من الصور الفوتوغرافية لمختلف الفائزين بجائزة نوبل بشكل دائم داخل قاعة فاريل.

## روابط خارجية
- الموقع الرسمي